# Motor Ford CVH
El motor CVH (Compound Valve angle and Hemisferic combustion chamber, En español, motor Compuesto de Válvulas en ángulo y cámara de combustión Hemisférica) fue una serie de motores de combustión interna de 4 cilindros en linea, presentados por Ford en 1980. Estas plantas de poder fueron equipadas en la tercera generación del Ford Escort europeo y para el homónimo modelo americano de 1981. Estos motores fueron aplicados también a versiones del Ford Sierra, a los Ford Fiesta de segunda generación y desde 1983 al Ford Orion. Estos motores fueron producidos para el mercado americano en la planta de motores que Ford posee en Dearborn, Michigan, mientras que para el mercado europeo fue establecida una nueva planta en la localidad de Bridgend, en Gales.
El primer motor de la línea CVH fue concebido en 1974 y estaba configurado como SOHC, es decir con un único árbol de levas en la cabeza de los cilindros. Sus válvulas fueron montadas en un ángulo compuesto con relación a sus cámaras de combustión hemisféricas, aunque en algunas versiones las cámaras fueron alteradas para aumentar las turbulencias en el flujo de combustible. Asimismo, trajo como novedad la implementación de elevadores hidráulicos de válvulas, siendo la primera vez que se utilizaban para un impulsor europeo de la Ford.
A lo largo de su producción, los CVH recibieron diferentes denominaciones, por ejemplo en el Ford Escort fue conocido como 1.9 SEFI desde 1991 a 1996 y como Split Port Induction de 1997 a 2000. En su última etapa de producción, fue utilizado por el Ford Focus entre 2000 y 2004, siendo conocido simplemente como Split Port.
A pesar de sus considerables deficiencias en términos de ruido, vibración y aspereza y su intolerancia a un servicio deficiente o descuidado, se consideró que el CVH era un motor muy fácil de preparar, ya que muchos de sus componentes clave estaban considerablemente sobrediseñados. Es por esto que estos impulsores no tardaron mucho en ser objeto de pruebas en la industria del desarrollo de alto rendimiento, siendo la versión 1.6 L protagonista incondicional en este escenario durante las décadas del '80 y '90, llegando a recibir ajustes que le permitían exprimir un aumento significativo en su potencia de salida, aproximadamente más de 200 PS (149 kW), llegando su punto máximo en las versiones turbocargadas. El 1.6 de aspiración natural era una opción muy popularizada dentro de la industria de alto renidmiento, pudiendo ser preparado de manera relativamente fácil y económica, llegando a producir alrededor de 130 PS (97 kW).
La gama de motores CVH fue producida con diferentes tipos de cilindrada, variando desde un pequeño 1.1 litros, hasta el más grande de 2.0 litros, siendo las versiones de 1.1 y 1.3 litros producidas exclusivamente para el mercado europeo.

## Versiones del motor CVH

### CVH 1.1 L
La versión CVH 1.1 L fue la versión que menor tiempo tuvo de producción de entre las que se utilizaron por primera vez en el Escort europeo de 1980. Con una cilindrada de 1117 cc, fue vendido en forma paralela a la versión "Valencia" de la gama de motores Kent OHV (llamado así por tener su producción localizada en Almusafes, Valencia) con la misma cilindrada. Sin embargo, a pesar de haber ofrecido una mejora en cuanto a rendimiento económico con relación al motor Valencia (más antiguo que este CVH), los relativamente bajos costos de producción de la versión española de los motores Kent provocó la caída de la producción de los CVH 1.1 L, decretando el fin de su producción en el año 1982.

### CVH 1.3 L
La versión CVH 1.3 L fue la versión que sucedió a la 1.1 L, siendo inaugurada su producción en el año 1983 y aplicado a los modelos Escort europeo, Orion y Fiesta. Con una capacidad de 1296 cc, lograda gracias a sus cilindros de 80 mm de diámetro por 64.5 mm de carrera, este impulsor en un primer momento fue pensado para ser producido en el mercado americano, más precisamente para su implementación en el Escort norteamericano, sin embargo las distintas pruebas de ingeniería a la que fue sometido arrojaron como resultado un nivel inaceptablemente bajo de potencia, siendo descartada su producción a los pocos meses antes de ser puesto a producir en gran escala. 
En 1986, la producción de estos motores fue suplida para la gama de modelos de la cuarta generación del Escort europeo, siendo reemplazados por la versión 1.3 L del motor "Valencia" en las versiones básicas, mientras que en las de mayor equipamiento, fueron reemplazados por una nueva versión del CVH, pero de 1.4 litros de cilindrada.